# Pallacanestro femminile ai XVIII Giochi panamericani
Il Campionato femminile di pallacanestro ai XVIII Giochi panamericani si è svolto dal 6 al 10 agosto 2019 a Lima, in Perù, durante i XVIII Giochi panamericani.

## Squadre partecipanti
- Argentina
- Brasile
- Canada
- Colombia
- Isole Vergini Americane
- Porto Rico
- Stati Uniti
- Paraguay

## Prima fase

### Girone A

#### Classifica
| Squadra    | G | V | P | PF  | PS  | DP  | P.ti |
| ---------- | - | - | - | --- | --- | --- | ---- |
| Brasile    | 3 | 3 | 0 | 224 | 166 | +58 | 6    |
| Porto Rico | 3 | 2 | 1 | 221 | 200 | +21 | 5    |
| Canada     | 3 | 1 | 2 | 224 | 215 | +9  | 4    |
| Paraguay   | 3 | 0 | 3 | 174 | 262 | -88 | 3    |

Risultati
| Arbitro: | Steven Anderson |

|               |       |               |
| Dos Santos 15 | Punti | 21 Pellington |

| Arbitro: | Leandro Lezcano |

|             |       |               |
| Gwathmey 21 | Punti | 18 Ferrari 18 |

| Arbitro: | Steven Anderson |

|                  |       |         |
| Paola Ferrari 28 | Punti | 14 Hill |

| Arbitro: | Leandro Lezcano |

|                          |       |            |
| Dos Santos 12 Cezario 12 | Punti | 23 O'Neill |

| Arbitro: | Andrea Bartel |

|                  |       |                       |
| Paola Ferrari 10 | Punti | 15 Fernandes da Costa |

| Arbitro: | Leonardo Zalazar |

|          |       |             |
| Scott 16 | Punti | 22 Gwathmey |

### Girone B

#### Classifica
| Squadra                 | G | V | P | PF  | PS  | DP  | P.ti |
| ----------------------- | - | - | - | --- | --- | --- | ---- |
| Stati Uniti             | 3 | 3 | 0 | 248 | 180 | +48 | 6    |
| Colombia                | 3 | 2 | 1 | 152 | 141 | +11 | 5    |
| Argentina               | 3 | 1 | 2 | 135 | 149 | -14 | 3    |
| Isole Vergini Americane | 3 | 0 | 3 | 180 | 245 | -65 | 3    |

Risultati
| Arbitro: | Jorge Vazques |

|          |       |        |
| Arias 21 | Punti | 23 Day |

| Arbitro: | Michael Weiland |

|           |       |                      |
| Carter 14 | Punti | 14 Boquete, Gonzalez |

| Lima 7 agosto 2019 | Argentina     | 0 – 20 referto | Colombia | \| Arbitro: \| Daniel Garcia \| |
| Arbitro:           | Daniel Garcia |                |          |                                 |

| Arbitro: | Andrés Bartel |

|        |       |             |
| Day 20 | Punti | 16 Mikesell |

| Arbitro: | Jorge Vazques |

|             |       |           |
| Llorente 19 | Punti | 32 George |

| Arbitro: | Cristiano Maranho |

|               |       |          |
| Mompremier 15 | Punti | 11 Muñoz |

## Fase finale
|  | Semifinali  | Semifinali  | Semifinali  |             |         | Finale          | Finale          | Finale          |  |
|  |             |             |             |             |         |                 |                 |                 |  |
|  | Brasile     | Brasile     | 62          |             |         |                 |                 |                 |  |
|  | Brasile     | Brasile     | 62          |             |         |                 |                 |                 |  |
|  | Colombia    | Colombia    | 48          |             |         |                 |                 |                 |  |
|  | Colombia    | Colombia    | 48          |             | Brasile | Brasile         | 79              |                 |  |
|  |             |             |             |             | Brasile | Brasile         | 79              |                 |  |
|  |             |             | Stati Uniti | Stati Uniti | 73      |                 |                 |                 |  |
|  | Porto Rico  | Porto Rico  | Stati Uniti | Stati Uniti | 73      | 59              |                 |                 |  |
|  | Porto Rico  | Porto Rico  |             |             |         | 59              |                 |                 |  |
|  | Stati Uniti | Stati Uniti | 62          |             |         | Finale 3º posto | Finale 3º posto | Finale 3º posto |  |
|  | Stati Uniti | Stati Uniti | 62          |             |         |                 |                 |                 |  |
|  |             |             |             |             |         |                 |                 |                 |  |
|  |             |             |             |             |         | Colombia        | Colombia        | 55              |  |
|  |             |             |             |             |         | Colombia        | Colombia        | 55              |  |
|  |             |             |             |             |         | Porto Rico      | Porto Rico      | 66              |  |

### Finale 7º posto
| Arbitro: | Andréia Silva |

|            |       |           |
| Ferrari 28 | Punti | 19 George |

### Finale 5º posto
| Arbitro: | Cristiano Maranho |

|               |       |            |
| Pellington 18 | Punti | 18 Boquete |

### Semifinali
| Arbitro: | Luis Vazquez |

|               |       |         |
| Dos Santos 18 | Punti | 9 Muñoz |

| Arbitro: | Leandro Lezcano |

|                       |       |            |
| Carter, Mompremier 14 | Punti | 19 O'Neill |

### Finale 3º posto
| Arbitro: | Leonardo Zalazar |

|             |       |             |
| Mosquera 13 | Punti | 13 Gwathmey |

### Finale 1º posto
| Arbitro: | Leandro Lezcano |

|           |       |                       |
| Paixão 24 | Punti | 16 Carter, Mompremier |

## Classifica finale
| Pos. | Squadra                 | Formazione |
| ---- | ----------------------- | --- |
|      | Brasile                 | Brasile3 Ramona, 5 Rapha Monteiro, 7 Patty, 8 Tainá, 9 Lays, 10 Tati, 11 Clarissa, 12 Aline, 14 Érika, 18 Débora, 24 Stephanie, 77 Iza Sangalli, All. José Neto               |
|      | Stati Uniti             | Stati Uniti4 K. Williams, 5 Mikesell, 6 Harris, 7 Doyle, 8 Carter, 9 Pivec, 10 Pulliam, 11 P. Williams, 12 Mompremier, 13 Brewer, 14 Alarie, 15 Onyenwere, All. Suzy Merchant |
|      | Porto Rico              | Porto Rico0 O'Neill, 2 Meléndez, 3 Maldonado, 5 Rosado, 9 Gibson, 11 Roma, 12 Salamán, 14 Penzo, 20 Kuzmanic, 24 Gwathmey, 25 Quiñones, 33 Pagán, All. Jerry Batista          |
| 4.   | Colombia                | Colombia4 Ríos, 5 Prens, 6 Paz, 7 Caicedo, 8 López, 9 Palacio, 10 Martínez, 11 Arias, 12 Muñoz, 14 Venté, 15 Mosquera, 17 Álvarez, All. Luis Cuenca                           |
| 5.   | Argentina               | Argentina5 D'Urso, 6 Llorente, 7 Ale, 8 Boquete, 9 Fiorotto, 10 Burani, 11 Gretter, 12 Santana, 13 González, 15 Marchizotti, 19 Mungo, 22 Pérez, All. Leonardo Costa          |
| 6.   | Canada                  | Canada4 Hill, 5 Pellington, 6 Konig, 7 Jerome, 8 H. Brown, 9 Nofuente, 10 Hall, 11 Kiss-Rusk, 12 Scott, 13 C. Brown, 14 Hamblin, 15 Potter, All. Stephen Baur                 |
| 7.   | Paraguay                | Paraguay3 Peralta, 4 Peña, 5 Ferrari, 6 Pérez, 7 Hüttemann, 8 Quevedo, 9 Rojas, 10 Insfrán, 11 Cáraves, 12 Gómez, 13 Niz, 14 Ibarra, All. Juan Pablo Feliu                    |
| 8.   | Isole Vergini Americane | Isole Vergini Americane2 Roberts, 4 Matthew, 5 Carey, 6 Barry, 7 Day, 8 Fieulleteau, 9 Bough, 10 Hamilton, 11 Hedrington, 12 Tate, 14 George, All. William Colón              |